# Мае Хонг Сон
Мае Хонг Сон е една от 76-те провинции на Тайланд. Столицата ѝ е едноименния град Мае Хонг Сон. Населението на провинцията е 248 748 жители (2009 г. - 72-ра по население), а площта 12 681,3 кв. км (8-а по площ). Намира се в часова зона UTC+7. Разделена е на 7 района, които са разделени на 45 общини и 402 села. Граничи с Мианмар на северозапад.